# Cantone di Wissembourg
Il Cantone di Wissembourg è una divisione amministrativa dell'arrondissement di Wissembourg.
A seguito della riforma approvata con decreto del 18 febbraio 2014, che ha avuto attuazione dopo le elezioni dipartimentali del 2015, è passato da 13 a 44 comuni.

## Composizione
I 13 comuni facenti parte prima della riforma del 2014 erano:
- Cleebourg
- Climbach
- Lembach
- Niedersteinbach
- Oberhoffen-lès-Wissembourg
- Obersteinbach
- Riedseltz
- Rott
- Schleithal
- Seebach
- Steinseltz
- Wingen
- Wissembourg

Dal 2015 i comuni appartenenti al cantone sono i seguenti 44:
- Aschbach
- Beinheim
- Betschdorf
- Buhl
- Cleebourg
- Climbach
- Crœttwiller
- Drachenbronn-Birlenbach
- Eberbach-Seltz
- Hatten
- Hoffen
- Hunspach
- Ingolsheim
- Keffenach
- Kesseldorf
- Lauterbourg
- Memmelshoffen
- Mothern
- Munchhausen
- Neewiller-près-Lauterbourg
- Niederlauterbach
- Niederrœdern
- Oberhoffen-lès-Wissembourg
- Oberlauterbach
- Oberrœdern
- Retschwiller
- Riedseltz
- Rittershoffen
- Rott
- Salmbach
- Schaffhouse-près-Seltz
- Scheibenhard
- Schleithal
- Schœnenbourg
- Seebach
- Seltz
- Siegen
- Soultz-sous-Forêts
- Steinseltz
- Stundwiller
- Surbourg
- Trimbach
- Wintzenbach
- Wissembourg